# Popillia
Popillia es un género de coleópteros polífagos de la familia Scarabaeidae.  La especie más conocida  es Popillia japonica una plaga responsable de pérdidas económicas en cultivos de todo el mundo.

## Especies
- P. acuta
- P. adamas
- P. amabilis
- P. andamanica
- P. angulicornis
- P. anomaloides
- P. ardoini
- P. barbellata
- P. bhutanensis
- P. bhutanica
- P. biguttata
- P. birmanica
- P. brancuccii
- P. brunnicollis
- P. cerchnopyga
- P. cerinimaculata
- P. chlorion
- P. clypealis
- P. complanata
- P. cribricollis
- P. cupricollis
- P. curtipennis
- P. cyanea
- P. dajaka
- P. daliensis
- P. difficilis
- P. dilutipennis
- P. discalis
- P. eximia
- P. fallaciosa
- P. feae
- P. felix
- P. ferreroi
- P. fimbripes
- P. flavofasciata
- P. flavosellata
- P. flexuosa
- P. fukiensis
- P. gedongensis
- P. gemma
- P. genevievai
- P. girardi
- P. hainanensis
- P. hirtipyga
- P. histeroides
- P. imitans
- P. impressipyga
- P. insularis
- P. iwasei
- P. japonica, escarabajo japonés
- P. kanarensis
- P. laevicollis
- P. laevis
- P. laeviscutula
- P. laevistriata
- P. lasiopyga
- P. latimaculata
- P. leptotarsa
- P. lewisi
- P. limbatipennis
- P. lineata
- P. linpingi
- P. livida
- P. lucida
- P. macgregori
- P. maclellandi
- P. madrasicola
- P. marginicollis
- P. melanoloma
- P. metallicollis
- P. migliaccioi
- P. miniatipennis
- P. minuta
- P. mongolica
- P. morettoi
- P. mutans
- P. nagaii
- P. nitida
- P. nottrotti
- P. oviformis
- P. parvula
- P. patkaina
- P. patricia
- P. petrarcai
- P. piattellai
- P. pilicollis
- P. pilicrus
- P. pilifera
- P. pilosa
- P. plagicollis
- P. pui
- P. pulchra
- P. pulchripes
- P. puncticollis
- P. pustulata
- P. quadriguttata
- P. quelpartiana
- P. ricchiardii
- P. rotundata
- P. rubescens
- P. rubripes
- P. sammensis
- P. sandyx
- P. sauteri
- P. scabricollis
- P. schizonycha
- P. semiaenea
- P. semicuprea
- P. shillongensis
- P. sichuanensis
- P. simlana
- P. splendidicollis
- P. strumifera
- P. subquadrata
- P. sulcata
- P. sumatrensis
- P. suturalis
- P. taiwana
- P. testaceipennis
- P. timoriensis
- P. transversa
- P. uhligi
- P. uchidai
- P. variabilis
- P. varicollis
- P. varicolor
- P. vignai
- P. viridula
- P. wittmeri
- P. zerchei